# Tasanapol Inthraphuvasak
Tasanapol "Tern" Inthraphuvasak (Thai: ทัศนพล อินทรภูวศักดิ์, 14 november 2005) is een Thais autocoureur.

## Carrière

### Karting
Inthraphuvasak begon zijn autosportcarrière in het karting in 2013. Hij nam tot 2017 deel aan Thaise en Aziatische kampioenschappen. Daarna begon hij ook in Europa en de Verenigde Staten te karten. Hij werd tweede in de Asian Kart Open in 2017 en de IAME Asia Series in 2018. In 2019 kwam hij voor KR Motorsport uit in de OK Junior-klasse van het Europees kartkampioenschap.

### Formule 4
In 2021 stapte Inthraphuvasak over naar het formuleracing en debuteerde hij in het Formule 4-kampioenschap van de Verenigde Arabische Emiraten bij het team Xcel Motorsport. Hij behaalde drie podiumplaatsen - een op het Dubai Autodrome en twee op het Yas Marina Circuit - en werd met 154 punten vijfde in het kampioenschap. Vervolgens kwam hij uit in het Brits Formule 4-kampioenschap voor het team Carlin. In het eerste raceweekend op het Thruxton Circuit werd hij in de derde race gediskwalificeerd omdat hij een teken om de pitstraat binnen te komen voor reparaties negeerde. In de rest van het seizoen behaalde hij twee podiumplaatsen op het Oulton Park Circuit en het Croft Circuit, voordat hij in het laatste weekend op Brands Hatch zijn enige race van het jaar won. Met 123 punten werd hij tiende in de eindstand. Verder nam hij als gastcoureur deel aan de ronde op de Hungaroring van het Frans Formule 4-kampioenschap en stond in twee van de drie races op het podium.
In 2022 begon Inthraphuvasak het seizoen opnieuw in de VAE, waarin hij dit keer voor MP Motorsport reed. In het eerste weekend op Yas Marina startte hij in de eerste twee races vanaf pole position en won hij de derde race van dat weekend. Op Dubai eindigde hij nog twee keer op het podium, waardoor hij met 163 punten zevende in de eindstand werd. Vervolgens maakte hij de overstap naar het Spaans Formule 4-kampioenschap, waarin hij ook voor MP uitkwam. Hij vertrok in de derde race van het weekend op het Autódromo Internacional do Algarve vanaf pole position en behaalde hierin tevens zijn enige zege van het seizoen. Op hetzelfde circuit eindigde hij nogmaals op het podium. Met 63 punten werd hij negende in het klassement.

### Formule Regional
Eind 2022 maakte Inthraphuvasak zijn Formule Regional-debuut in de Franse Ultimate Cup Series bij het team Graff. Hij nam deel aan de laatste zes races, waarvan hij er vijf wist te winnen. Zodoende werd hij met 164 punten tiende in het kampioenschap.
In 2023 kwam Inthraphuvasak uit in het Formual Regional Middle East Championship (FRMEC) bij het team Pinnacle VAR. Hij behaalde een podiumfinish in Dubai, maar finishte in de rest van de races nooit hoger dan een negende plaats. Met 19 punten werd hij negentiende in de eindstand.
In 2024 keerde Inthraphuvasak terug in het FRMEC, waarin hij overstapte naar PHM AIX Racing. Hij stond drie keer op het podium: eenmaal op Yas Marina en tweemaal op Dubai. Met 86 punten werd hij negende in het klassement.

### Eurocup-3
In 2023 maakte Inthraphuvasak de overstap naar de nieuwe Eurocup-3, waarin hij voor Campos Racing reed. Hij behaalde twee pole positions op het Motorland Aragón en op Estoril. Tevens eindigde hij vier keer op het podium; tweemaal in het laatste raceweekend op het Circuit de Barcelona-Catalunya en eenmaal op zowel het Circuit Zandvoort en het Circuito Permanente de Jerez. Met 142 punten werd hij zesde in het kampioenschap.

### Formule 3
In 2024 debuteerde Inthraphuvasak in het FIA Formule 3-kampioenschap bij PHM AIX Racing. Op de Hungaroring behaalde hij zijn eerste en enige puntenfinish van het seizoen met een tweede plaats in de sprintrace. Met 9 punten eindigde hij op plaats 24 in het eindklassement.
In 2025 blijft Inthraphuvasak actief in de Formule 3, maar stapt hij over naar Campos.